# Clanculus persica
Clanculus persica är en snäckart som beskrevs av Tadashige Habe och Tokio Shikama 1968. Clanculus persica ingår i släktet Clanculus och familjen pärlemorsnäckor. Inga underarter finns listade i Catalogue of Life.